# Mix Megapol
Mix Megapol är ett kommersiellt nätverk av radiostationer som spelar en blandning av 1960-, 1970-, 1980-, 1990-, 2000- och 2010-tals-musik.[källa behövs] År 2021 sände Mix Megapol i hela landet efter att tre radiokanaler fick rikstäckande sändningstillstånd i augusti 2018.
Nätverket ingår i tyska Bauer Media Group. Flaggskeppet i nätverket är morgonprogrammet Gry Forssell med vänner med Gry Forssell som programledare. I nätverket ingår även den lokala stationen  Mix Megapol Göteborg som under hälften av dygnet (kl 6.00-18.00) sänder lokala program istället för den nationella signalen från Stockholm. Kvällar och nätter sänder samtliga stationer i nätverket ett och samma nationella program. 
TV4 Nyheterna är Mix Megapols leverantör av nyhetssändningar. Sändningarna sker varje heltimme (kl 6.00–18.00) samt på halvslagen (kl 6.30–8.30).

## Historik
Mix Megapol startade sin verksamhet i början av 1994 under namnet Megapol. Vid starten hade samtliga stationer i nätverket lokala morgonshower. Stationerna fanns huvudsakligen i städerna kring Mälardalen. De första åren använde stationerna sloganen "För alla sinnen". Ett par år efter starten lades de ambitiösa lokala satsningarna ner på grund av dåliga lyssnarsiffror. Sändningarna började efter det helt produceras centralt i Stockholm och skickas ut över samtliga stationer i nätverket. 

### Radio City blir Mix Megapol
2006 köpte SBS Radio Fria Medias radiostationer, vilka successivt konverterat till Mix Megapol. Mix Megapol Borås har dock krav på att sända lokalt och sänder därför en lokal variant från Borås. Sändningarna i Skåne och Göteborg avbryts. Mix Megapol slås där ihop med Radio City och går tillsvidare under namnet Mix Megapol Radio City. I dag har man skrotat Radio City och stationerna heter numera Mix Megapol även i Skåne och Göteborg. På de ursprungliga Mix Megapol-frekvenserna sänds idag Rockklassiker efter en tid som The Voice.

### Viktiga årtal
- sommaren 1992 och 1993 - Skärgårdsradion 90,2 sänder från Värmdö (föregångaren till Megapol).
- 17 januari 1994 - Megapol börjar sända på 104,3 i Stockholm på ett PLR-tillstånd. Samtidigt startas Megapol i Örebro, Västerås och Linköping. Morgonprogrammet är lokalt producerat, resten sänds i nätverk. Stationens slogan är "För alla sinnen".
- 5 maj 1997 - Namnbyte till Mix Megapol och en ny slogan "Den bästa blandningen av gamla och nya låtar". Sändningarna sker nu helt centralproducerade från Stockholm.
- September 2001 - Bonnier Radio köper in sig Alice New Media fem nyvunna lokalradiotillstånd i Norrland. Umeå, Skellefteå, Gällivare, Malå samt Arjeplog
- oktober 2004 - Äntligen morgon med Adam Alsing och Gry Forssell startar som ett direkt svar på Rix FM:s framgångar med Gert Fylking och Rix Morronzoo.
- 3 mars 2006 - Sändningarna i Skåne (Lund) och Göteborg avbryts. Mix Megapol slås där ihop med Radio City och blir Mix Megapol Radio City. På Mix Megapols gamla frekvenser startar The Voice som under 2009 i sin tur ersätts av Rockklassiker.
- 20 april 2006 - Mix Megapol ersätter en rad lokala radiostationer och börjar sända i Växjö (gamla Hit FM), Karlstad (gamla Radio City), Helsingborg (gamla Radio Stella), Jönköping, Värnamo, Kalmar och Karlskrona (gamla Radio Match-stationer).
- 5 maj 2006 - Radio Match i Borås byter namn till Mix Megapol Borås och blir en lokal variant av Mix Megapol.
- 2009 - SBS Radio tar över samarbetet med Svensk Radioutvecklings (SRU, huvudägare Stampen AB) radiostationer i Gävle, Hudiksvall, Örnsköldsvik, Sundsvall och Umeå.
- 2013 - SBS Radio tar över samarbetet med NRJ Sveriges radiostationer. Det gör att Mix Megapol idag sänder över 37 sändningsområden och når 91% av Sveriges befolkning.
- 2015 - SBS Radio säljs av Discovery Communications till tyska Bauer Media Group. Ny slogan "Den perfekta mixen"
- 2018 - Mix Megapol sänds över hela Sverige tillsammans med 2 andra radiokanaler (NRJ (SBS-Radio) och Rix FM (Nordic Entertainment Group, MTG).
- 2022 - Lotta Bromé börjar sända sitt eftermiddagsprogram halv tre med Lotta Bromé den 30 maj. Programmet består av intervjuer med olika gäster och tar upp dagsaktuella ämnen. Programmet byter senare sändningstid till klockan 16:00 och namn till Lotta Bromé på mix megapol.